# Lukáš Rohan
Lukáš Rohan (Mělník, 30 de maio de 1995) é um canoísta tcheco, medalhista olímpico.

## Carreira
Rohan conquistou a medalha de prata nos Jogos Olímpicos de Verão de 2020 em Tóquio na prova de slalom C-1 masculino com a marca de 101.96 na final. Ele também ganhou a medalha de prata no evento por equipes C1 no Campeonato Mundial de 2021 em Bratislava.